# هیئت عمومی انقلاب سوریه
هیأت عمومی انقلاب سوریه (به عربی: الهيئة العامة للثورة السورية : به انگلیسی، آوانگاری: Syrian Revolution General Commission) ائتلافی متشکل از ۴۰ گروه مخالف دولت بشار اسد است که در تاریخ ۱۹ اوت ۲۰۱۱ در استانبول ترکیه، حمایت خود را جهت متحد کردن مخالفان دولت بشار اسد در جریان خیزش سوریه ۲۰۱۲-۲۰۱۱ اعلام کرد.
این هیأت در یکی از بیانیه‌های خود اعلام کرد، هدف بلند مدت از این ائتلاف ایجاد یک دولت دموکراتیک و مدنی و تشکیل نهادهایی که آزادی، برابری و احترام به حقوق بشر را به همه شهروندان اعطا می‌کنند، می‌باشد .